# 白音特拉乡
白音特拉乡是中华人民共和国内蒙古自治区乌兰察布市化德县下辖的一个乡。
2012年1月20日，内蒙古自治区人民政府批复同意分别从长顺镇、七号镇、德包图乡划出部分区域，设置白音特拉乡，辖小西沟、新民、色庆沟、十顷地、大西沟、白头山、八十顷、丰满、二台、通顺、南顺、毡房沟、民建、永红、白音特拉、农场、民生、卜拉乌素、兴无19个村，乡人民政府驻白音特拉。

## 行政区划
白音特拉乡下辖以下村级行政区划单位：
民建村、永红村、白音特拉村、农场村、民生村、卜拉乌素村、兴无村、小西沟村、新民村、色庆沟村、十顷地村、大西沟村、白头山村、丰满村、二台村、通顺村、南顺村、八十顷村和毡房沟村。